# Herbert Lüers
Herbert Lüers (* 22. Mai 1910 in Berlin; † 1. Januar 1978 in Furtwangen) war ein deutscher Biologe und Genetiker.

## Leben
Lüers studierte Biologie in Berlin, Königsberg und Greifswald. 1948 wurde er Leiter der Genetischen Abteilung des Instituts für Medizin und Biologie der Deutschen Akademie der Wissenschaften. Seit 1951 Professor an der Ost-Berliner Humboldt-Universität, wechselte Lüers 1954 als Abteilungsleiter an das damalige Max-Planck-Institut für Vergleichende Erbbiologie und Erbpathologie nach West-Berlin und wurde zwei Jahre später auf eine Professur für Allgemeine Biologie und Genetik an der Freien Universität (FU) berufen.
Von 1963 bis 1965 war Lüers Rektor der FU. In seine Amtszeit fiel die Affäre Kuby-Krippendorff, die zu einem Markstein der aufkommenden Protestbewegung wurde. Der AStA hatte anlässlich des 20. Jahrestages des Kriegsendes 1945 den Publizisten Erich Kuby zu einer Podiumsdiskussion eingeladen. Da Kuby sich einige Jahre zuvor kritisch über den Namen Freie Universität geäußert hatte, verlangte Lüers nun vom AStA die Rücknahme der Einladung und drohte damit, andernfalls die Veranstaltung zu verbieten. Der FU-Assistent Ekkehart Krippendorff warf Lüers daraufhin im Spandauer Volksblatt vor, dieser habe zuvor schon eine ähnliche Einladung an Karl Jaspers wieder rückgängig gemacht. Diese Meldung stellte sich später als falsch heraus, was Krippendorff, sobald ihm der Sachverhalt bekannt war, unaufgefordert in derselben Zeitung richtigstellte. Dennoch verweigerte Lüers ihm kurz darauf die anstehende Verlängerung seines Arbeitsvertrages, was weitere Studentenproteste nach sich zog.